# Magnolia fistulosa
Magnolia fistulosa este o specie de plante din genul Magnolia, familia Magnoliaceae. A fost descrisă pentru prima dată de Achille Eugène Finet și François Gagnepain, și a primit numele actual de la James Edgar Dandy. A fost clasificată de IUCN ca specie în pericol. Conform Catalogue of Life specia Magnolia fistulosa nu are subspecii cunoscute.